# Torneio das Nações de Futebol Feminino
O Torneio das Nações é um torneio amistoso por convite para seleções de futebol feminino, patrocinado pela Federação de Futebol dos Estados Unidos (USSF) em várias cidades americanas. O torneio inaugural foi realizado em 2017 e tem sido realizado anualmente desde aquele ano. O primeiro vencedor da competição foi a Austrália. Em 2018 a competição contará com as mesas equipes da edição anterior: Austrália, Brasil, Estados Unidos e Japão. 
Os Estados Unidos são os atuais campeões da competição.

## Formato
Desde 2017, o torneio tem sido um evento de convite, permitindo que quatro nações compitam entre si. O torneio é realizado através de um sistema de pontos corridos, no qual a nação que terminar em primeiro na tabela é declarada campeã da competição.

## Resultados
| Ano  |                |                |                |              |
| Ano  | Campeão        | Vice-campeão   | Terceiro lugar | Quarto lugar |
| ---- | -------------- | -------------- | -------------- | ------------ |
| 2017 | Austrália      | Estados Unidos | Japão          | Brasil       |
| 2018 | Estados Unidos | Austrália      | Brasil         | Japão        |

## Títulos por seleção
| Seleção        | Títulos  | Vice-campeão | Terceiro lugar | Quarto lugar |
| -------------- | -------- | ------------ | -------------- | ------------ |
| Austrália      | 1 (2017) | 1 (2018)     | —              | —            |
| Estados Unidos | 1 (2018) | 1 (2017)     | —              | —            |
| Japão          | —        | —            | 1 (2017)       | 1 (2018)     |
| Brasil         | —        | —            | 1 (2018)       | 1 (2017)     |